# Hörledammen
Hörledammen är en sjö i Värnamo kommun i Småland och ingår i Lagans huvudavrinningsområde. Sjön har en area på 0,245 kvadratkilometer och ligger 161 meter över havet. Sjön avvattnas av vattendraget Lagan.

## Delavrinningsområde
Hörledammen ingår i det delavrinningsområde (635336-139621) som SMHI kallar för Utloppet av Hörledammen. Avrinningsområdets medelhöjd är 178 meter över havet och ytan är 53,02 kvadratkilometer. Räknas de 24 delavrinningsområdena uppströms in blir den ackumulerade arean 454,69 kvadratkilometer. Lagan som avvattnar avrinningsområdet har biflödesordning 2, vilket innebär att vattnet flödar genom totalt 2 vattendrag innan det når havet efter 172 kilometer. Delavrinningsområdet består mestadels av skog (64 procent), jordbruk (14 procent) och sankmarker (11 procent). Avrinningsområdet har 0,25 kvadratkilometer vattenytor vilket ger det en sjöprocent på 0,5 procent. Bebyggelsen i området täcker en yta av 0,64 kvadratkilometer eller 1 procent av avrinningsområdet.